# Lusitano VRSA
Der Lusitano Futebol Clube, teilweise aufgrund seines Heimatorts auch als Lusitano VRSA bekannt, ist ein portugiesischer Fußballverein aus Vila Real de Santo António.

## Geschichte
Der Lusitano FC gründete sich am 15. April 1916 und spielte in der Folge in der Regionalmeisterschaft des Distriktes Faro, wo die Mannschaft insgesamt sechsmal den Titel gewann. Nach Einführung des Campeonato de Portugal als in Pokalform ausgetragener Meisterschaft 1922 gehörte der Klub mehrfach zu den Teilnehmern, konnte jedoch jeweils die Endspiele nicht erreichen. Bei Einführung des Ligabetriebs 1934 gehörte der Klub nicht zu den Erstligisten, 1947 gelang der Aufstieg in die Primeira Divisão. Der 12. Platz in der Spielzeit 1947/48 war das beste Ergebnis der Vereinsgeschichte, als Tabellenschlusslicht der Spielzeit 1949/50 hinter SL Elvas stieg der Klub nach drei Jahren Erstligazugehörigkeit wieder ab.
Lusitano FC spielte in der Folge in der Segunda Divisão und ab Ende der 1960er Jahre vor allem in der Terceira Divisão. 1989 gelang die Rückkehr in die zweite Liga, wo der Klub am Saisonende als Siebter der Südstaffel eine Ligareform überstand und sich für die neu gegründete eingleisige Segunda Divisão de Honra qualifizierte. Vier Saisonsiege in der Spielzeit 1990/91 reichten jedoch nicht zum Klassenerhalt.
Lusitano FC schwankte in den folgenden Jahren zwischen drittklassiger Segunda Divisão B und der darunter angesiedelten Terceira Divisão. Ende der 2000er Jahre rutschte der Klub in den regionalen Ligabereich seines Distrikts ab. 2014 stieg er wieder in den überregionalen Ligabereich auf, wo er in der mittlerweile als Campeonato de Portugal bezeichneten dritten Spielklasse auflief. Nach vier Spielzeiten, während derer unter anderem der ehemalige Deutschlandprofi Ricardo Sousa an der Seitenlinie stand, musste die Mannschaft 2018 wieder absteigen.